# Olivier Sens
Olivier Sens (né en 1965) est un contrebassiste de jazz français.

## Biographie
Il commence la musique à l’âge de 6 ans par le piano, et étudie la guitare à 13 ans. C’est à 18 ans qu’il opte pour la contrebasse, instrument qu’il travaille alors avec Dave Holland, Palle Danielsson, et Bernard Cazauran.
Remarqué par Henri Texier en 1992, il participe avec ce dernier à différents stages de formation.
De 1995 à 1999, plusieurs musiciens étrangers font appel à lui pour les accompagner lors de leurs concerts en France. À ces occasions il joue avec Philip Harper, Gary Bartz, Antonio Hart, Gary Thomas, Rich Perry, Chris Potter, Jon Gordon etc. Il est parallèlement sollicité pour accompagner de grands concours internationaux et notamment le concours Martial Solal.
En 1995, il se présente au Concours national de jazz de la Défense en trio avec Sébastien Texier et Christophe Marguet. Ils obtiennent le premier prix d’orchestre à l’unanimité du jury, ainsi que le Djangodor pour le disque Résistance poétique.
De 1995 à 2002, il accompagne également de nombreux musiciens français ou européens, tels que Stéphane Grappelli, Didier Lockwood, Aldo Romano, Jean-Marc Padovani, Daniel Humair, Richard Galliano, Claude Barthélemy, Malo Valois, Louis Sclavis, Laurent Cugny, Antoine Hervé, Michel Portal et bien d’autres.
Il développe par ailleurs ses activités dans le domaine de la musique électronique en développant un logiciel interactif appelé Usine. Il se produit avec ce logiciel lors de nombreuses occasions : en contrebasse solo, en quartet avec Christophe Marguet, en duo avec Denis Badault, avec Isabelle Olivier. Il travaille actuellement sur plusieurs projets dont un duo saxophone et live-electronics avec Guillaume Orti. Il participe également au projet Polytopes avec le Collectif Polysons en résidence au Prisme à Élancourt.
En 2002, il forme le collectif La ZAM avec Vincent Courtois, Benoît Delbecq en résidence au Triton aux Lilas. Il sort l'album Reverse en 2005,, et discrete time en 2015, un disque qualifié de « singulier » par Les Inrocks.

## Discographie
- 1996: Résistance Poétique - Christophe Marguet Trio avec Sebastien texier
- 1997: Concours National De Jazz De La Défense 20 Ans
- 2000: Les Correspondances- Christophe Marguet Quartet Label Bleu
- 2001: Live Trio Bado Yolk Records
- 2002: Because Of Bechet - Aldo Romano Universal Music Jazz France
- 2003: Les Contes De Rose Manivelle - Vincent Courtois Le Triton
- 2003: Tribute To Eric Dolphy - Jean-Marc Padovani Septet     Deux Z
- 2005: Reverse 2CD: 1 Cd audio+cd DTS 5.1 Quoi de neuf
- 2006:  Addict - Collectif Slang Chief Inspector
- 2008:  L'Homme Avion - Vincent Courtois, Ze Jam Afane     Chief Inspector
- 2009:  With Words Vol. 1 - Quoi Remix Thôt    Not On Label
- 2009:  With Words Vol. 2  - In Between Remix Thôt    Not On Label
- 2015:  discrete time: Duo avec Juanjo Mosalini Polychrone Zam